# Иванов, Артём Сергеевич
Артём Сергеевич Иванов (род. 2 ноября 1990) — российский самбист, бронзовый призёр чемпионата России по боевому самбо 2011 года, кандидат в мастера спорта России. Боец смешанных единоборств. В смешанных единоборствах провёл один бой 17 мая 2014 года против россиянина Максима Голубниченко. Бой завершился поражением Иванова в первом раунде техническим нокаутом (удары).

## Спортивные результаты
- Чемпионат России по боевому самбо 2011 года — ;

## Статистика боёв
| # | Результат | Рекорд | Соперник                     | Способ                     | Турнир                     | Место проведения | Дата             | Раунд | Время |
| - | --------- | ------ | ---------------------------- | -------------------------- | -------------------------- | ---------------- | ---------------- | ----- | ----- |
| 1 | Поражение | 0-1    | Максим Голубниченко · Россия | Технический нокаут (Удары) | Rusich Cup - Siberian Chop | Россия, Бердск   | 17 мая 2014 года | 1     | 1:52  |